# Седми конгрес на ВМРО
Седмият общ конгрес на Вътрешната македонска революционна организация се провежда от 21 до 25 юли 1928 година в училището на село Крупник или Покровник, Горноджумайско, веднага след убийството на члена на Централния комитет на ВМРО Александър Протогеров. В резултат на конгреса организацията е овладяна от Иван Михайлов.

## Предистория
На 3 март 1928 година членът на Централния комитет Иван Михайлов предлага при подготовката на конгреса се позовава на член №170 от Правилника, който позволява при работа в „невъзможни условия“ конгресът да се свика в редуциран състав, аргументирайки се с общия спад на ентусиазма и поддръжниците на делото. Противно на Правилника на ВМРО е предложено делегати да излъчват само околиите, в които е развивана революционна дейност, тоест е влизала въоръжена чета на ВМРО.
Взето е утвърдително решение на Висшия съвет на ВМРО от 11 души. Членът на Централния комитет Георги Попхристов е резервиран, но Михайлов е подкрепен от третия член на генерал Протогеров и от задграничните представители Георги Баждаров и Кирил Пърличев. На 6 март ръководството на ВМРО – Централният комитет и Задграничното представителство заедно с резервните членове приемат предложението с 5:4 гласа. На 8 март с Протокол №8 Централният комитет уточнява броя на делегатите – от Битолски окръг от 11 при пълен конгрес стават 6, от Струмишки от 7 – 4, от Солунски от 7 – 2, от Серски от 6 – 5 и от Скопски от 9 – 8. С това действие Иван Михайлов печели мнозинството от бъдещите делегати на своя страна.
На следващите срещи на Висшия съвет на ВМРО през март отношенията между Иван Михайлов от една страна и Георги Попхристов, Александър Протогеров и задграничните представители се обтягат. Самият Протогеров обявява оттеглянето си от организацията. Противно на решението на съвета в Битолския революционен окръг се избират 11 делегати, начело с Петър Шанданов. Продължават споровете за броя на делегатите, кандидатите за членове на ЦК и за статута на Задграничното представителство. Иван Михайлов изпраща писмо до Александър Протогеров и Георги Попхристов, в което ги приканва да започне дълго отлагания общ конгрес. Те се съгласяват с писмо от 3 юли, ако конгресът се проведе в нормалната си форма. На 7 юли 1928 година Александър Протогеров е убит по нареждане на Иван Михайлов.

## Делегати
Общо присъстват членът на ЦК Иван Михайлов и збраните според Протокол №8 на ЦК 19 делегати – 14 от три революционни окръга и 5 от спомагателния Пирински район.
| - Скопски революционен окръг - Величко Велянов - Владимир Куртев - Дончо Христов - Евтим Полски - Йордан Гюрков - Кирил Дрангов - Кръстьо Лазаров - Мите Опилски | - Струмишки революционен окръг - Борис Бунев - Георги Въндев - Милан Постоларски - Стоян Вардарски - Христо Андонов - Серски революционен окръг - Митьо Илиев | - Пирински революционен район - Георги Настев - Иван Караджов - Илия Попиванов - Стоян Филипов - Страхил Развигоров |  |

На конгреса присъстват и 14 гости с право на съвещателен глас, главно заслужили дейци на организацията и привърженици на Иван Михайлов:
| - Аргир Манасиев - Георги Гочев - Герасим Янев - Гоце Междуречки - Дончо Великов - Дафко Данаилов - Иван Попевтимов | - Йордан Чкатров - Кръстьо Велянов - Менча Кърничева - Никола Георгиев - Симеон Евтимов - Таско Стоилков - Тома Карайовов |  |

Не присъстват членът на Централния комитет Георги Попхристов и членовете на Задграничното представителство – Наум Томалевски, Кирил Пърличев и Георги Баждаров, които е трябвало да дадат отчет пред конгреса за свършената от тях работа. За председател е избран Иван Караджов, а за секретари Страхил Развигоров и Борис Бунев, подпредседатели Илия Попиванов и Кръстьо Лазаров.

## Решения
Конгресът взима следните решения:
- Задграничното представителство отпада като институция. Изменен е и уставът, според който организацията ще бъде представяна пред света от упълномощени от Централния комитет лица.

- Избран е нов състав на Централния комитет – Иван Михайлов, Иван Караджов и Страхил Развигоров. За резервни членове са избрани Йордан Гюрков, Владимир Куртев и Иван Попевтимов.

- Пунктовите началници се назначават и контролират от ЦК.

- Намален е деветмесечният срок за задължително пребиваване на членовете на ЦК в поробените земи.

- Четници, инструктори, помощници и войводи запазват заплатите си.

- Одобрява решението на члена на ЦК Иван Михайлов за екзекутирането на Александър Протогеров и дава мандат на новия ЦК да намери начини и средства да накара бившето Задгранично представителство и бишият член на ЦК Георги Попхристов да се отчетат и да приложи срещу тях Устава и Правилника.[1][3][4]